# Термоспектрометрія
Термоспектрометрія (англ. thermospectrometry) — метод, в основі якого лежить вимірювання характеристик світла з певною довжиною хвилі, що випромінюється певною речовиною (чи продуктом її реакції), як функції температури, яка змінюється за спеціальною програмою.
Зокрема, використовується як метод дослідження полімерів